# Pla de l'Àliga (l'Estany)

El Pla de l'Àliga respecte del terme de Castellcir

El Pla de l'Àliga és un pla antigament d'ús agrícola del terme municipal de l'Estany, a la comarca del Moianès.
Està situat a llevant de la masia de Puigmartre, en el sector occidental del Serrat de Puigmartre, a l'esquerra del torrent del Gomis. És al capdamunt -nord- del Serrat dels Rocs i al nord de la Bassa de la Frau. Queda al sud de les restes de la masia de Montfred i de la Baga de Montfred.